# Sophie Béjean
Sophie Béjean, née le 22 juin 1964 à Grenoble (Isère), est professeure des universités en science économique. Elle est, depuis le 12 mars 2025, rectrice de la région académique Hauts-de-France, rectrice de l'académie de Lille.

## Biographie

### Formation
De 1982 à 1989, Sophie Béjean effectue un cursus complet de sciences économiques à l'université de Bourgogne à Dijon, conclu par un DEA en analyse et politiques économiques, suivi d'un doctorat de sciences économiques et sociales, soutenu en 1992, sur l'économie de la santé. Elle devient maître de conférences , en 1993, et professeure des universités en 2003.
Elle a reçu le prix de thèse de la faculté de sciences économiques et de gestion de l'université de Bourgogne et celui de l'Association d'économie sociale.

### Parcours professionnel
De 1999 à 2007, Sophie Béjean dirige la filière DESS puis le master professionnel « Management et évaluation des organisations de santé »  de l'université de Dijon. Elle est depuis 2003 à la tête de l'équipe d'économie de la santé ,. Celle-ci réunit une douzaine d'enseignants-chercheurs et de doctorants qui contribuent à trois axes de recherches :
1. médecine libérale, prévention et organisation des soins ;
2. organisation et régulation des systèmes de santé ;
3. santé et travail.

Elle préside l’université de Bourgogne de mai 2007 à mai 2012, ainsi que la Fondation de coopération scientifique PRES Bourgogne Franche-Comté (pôle de recherche et d’enseignement supérieur) de 2010 à 2012.
Avec ses partenaires de Franche-Comté, elle crée l'université fédérale Bourgogne-Franche-Comté en 2010, sous forme d'une association de préfiguration qui deviendra par la suite la Comue Bourgogne Franche-Comté.
Elle assure, de décembre 2010 à juin 2012, la présidence de la commission des moyens et des personnels de la Conférence des présidents d'université.
Se représentant à la présidence de l'université de Bourgogne pour un second mandat, Sophie Béjean est battue en 2012 par Alain Bonnin,,.
De janvier 2013 à janvier 2016, Sophie Béjean est membre du conseil scientifique de l'Inserm et préside le Collège des économistes de la santé.
Parallèlement, d'avril 2013 à mars 2016, Sophie Béjean préside le conseil d'administration de deux établissements publics :
- le Centre national des œuvres universitaires et scolaires (CNOUS)[10] ;
- Campus France, agence française pour la promotion de l’enseignement supérieur, l’accueil et la mobilité internationale[11].

En décembre 2013, Sophie Béjean est chargée par Geneviève Fioraso de piloter la stratégie nationale de l'enseignement supérieur. Elle préside le processus d’élaboration de la StraNES (Stratégie nationale de l'enseignement supérieur) dont les travaux ont conduit, en juillet 2014, à la présentation d’un rapport d'étape cosigné par Bertrand Monthubert rapporteur général du comité StraNES et remis à François Hollande, président de la République, le 8 septembre 2015.
De janvier 2014 à mars 2016, elle dirige le Laboratoire d'économie de Dijon (LEDi) qui est une unité mixte de recherche du CNRS et de l'université de Bourgogne. Le LEDi réunit une vingtaine d'enseignants-chercheurs et autant de doctorants.
En 2015, Sophie Béjean est nommée présidente de la FCU (Formation continue à l'université) période pendant laquelle elle dirige le comité stratégique de la StrasNes.
Le 2 mars 2016 Sophie Béjean est nommée rectrice de l’académie de Strasbourg et chancelière des universités d'Alsace. Elle est membre, en tant que représentante des recteurs, du Comité de suivi des lycées d'enseignement général et technologique publics.
Au printemps 2017, sous l'impulsion de Sophie Béjean, l'académie de Strasbourg s'est engagée aux côtés des académies de Rennes et de Versailles dans une double démarche de labellisation « Égalité femmes/hommes et Diversité ». Ce chantier, initié par le ministère de l'Éducation nationale et de la Jeunesse et le ministère de l'Enseignement supérieur, de la Recherche et de l'Innovation, est encadré par la loi et guidé par un cahier des charges commun aux labels égalité femmes/hommes et au label Diversité.
Depuis décembre 2017, Sophie Béjean est présidente de l'AFDESRI (Association pour les femmes dirigeantes de l'enseignement supérieur, de la recherche et de l'innovation),.
Sophie Béjean est présidente de l’ENSA Dijon (École nationale supérieure d’art de Dijon).
Le 5 février 2020, à la suite du Conseil des ministres, Sophie Béjean est nommée rectrice de grande région académique Occitanie ainsi que chancelière des universités et rectrice de l’académie de Montpellier,.
Spécialiste de l'économie de la santé, Sophie Béjean est l'auteure de nombreuses publications dans ce domaine.
Le 12 mars 2025, elle est nommée «rectrice de la région académique Hauts-de-France, rectrice de l'académie de Lille, en remplacement de Mme Valérie CABUIL, appelée à d'autres fonctions, à compter du 26 mars 2025. »

## Décorations
- Chevalière de la Légion d'honneur (2012)[21]
- Commandeure de l'ordre national du Mérite ( 2019[22])
  -  Officière de l'ordre national du Mérite (2015[23])
- Commandeure de l'ordre des Palmes académiques ex officio en tant que rectrice d'académie[24].